# Banjo (Sambia)
Banjo werden in Sambia selbstgebastelte Zupfinstrumente genannt, die einem Banjo oder einer Gitarre nachempfunden sind. Die in den 1940er Jahren in Sambia und im Süden von Malawi populär gewordenen, einfachen Langhalslauten basieren auf der seit dem 18. Jahrhundert in Südafrika bekannten ramkie und auf dem Import amerikanischer Banjos Anfang des 20. Jahrhunderts. Die Luvale im Nordwesten Sambias sprechen den Namen mbanjo aus.
Es gibt beliebig viele Formvarianten, die sich in zwei Typen einteilen lassen. Ein banjo mit einem rechteckigen Resonanzkörper, der aus einem Blechkanister besteht, setzt die Tradition der in den 1930er Jahren weitgehend verschwundenen ramkie fort, während ein Instrument mit kreisrundem Korpus mehr dem Banjo ähnelt. Der Korpus besteht aus Holz oder aus Blechdosen. Meist wird das banjo mit zwei oder drei Fingern gezupft. Gestimmt wird jedes Instrument auf seine eigene Weise. 
In Malawi ist die Spielweise mit traditionellen Saiteninstrumenten wie der Brettzither bangwe verbunden. Das banjo wird von Jungen solistisch zur eigenen Unterhaltung oder in kleinen Gruppen beim geselligen Beisammensein gespielt. Falls Mädchen oder junge Frauen beteiligt sind, treten sie als Sängerinnen und Tänzerinnen auf, manchmal ergänzen sie mit Rasseln den Rhythmus. In Sambia wird mit dem banjo seit den 1970er Jahren kalindula gespielt, ein städtischer Tanzstil der Bemba aus der Provinz Luapula, der Eingang in die populäre Musik Sambias gefunden hat und regelmäßig in den Charts vertreten ist.